# Schlotheimia semidiaphana
Schlotheimia semidiaphana är en bladmossart som beskrevs av Cardot in Grandidier 1915. Schlotheimia semidiaphana ingår i släktet Schlotheimia och familjen Orthotrichaceae. Inga underarter finns listade i Catalogue of Life.